# Correcció de camp pla
Correcció de camp pla (en anglès, flat field correction) és un tipus de correcció realitzada a la imatge digital obtinguda per una càmera CCD astronòmica, consistent en capturar una imatge d'un objecte amb il·luminació uniforme (la cúpula del telescopi, el cel en el crepuscle o una caixa especial dotada d'una pantalla blanca mate) i dividir la imatge original entre aquesta imatge de flat field una vegada normalitzada. Amb això s'aconsegueix corregir la imatge dels defectes introduïts per variacions en la sensibilitat píxel a píxel del CCD, vinyetatge del sistema òptic, brutícia sobre el detector, etc.
A la pràctica els astrònoms no prenen una única imatge, sinó que fan servir la mitjana d'un gran nombre d'elles (de vint a trenta o més) amb la qual cosa el soroll de lectura i altres defectes del xip es redueix enormement.
La correcció de camp pla sol ser generalment precedida per una correcció de camp fosc.